# Championnat d'Angola de football 1990
La saison 1990 du Championnat d'Angola de football est la douzième édition de la première division en Angola. Les quatorze meilleures équipes du pays sont regroupées au sein d'une poule unique où elles s'affrontent deux fois, à domicile et à l'extérieur. En fin de saison, afin de permettre le passage du championnat de 14 à 16 clubs, seul le dernier est relégué et remplacé par les trois meilleurs clubs de Gira Angola, la deuxième division angolaise.
C'est le Petro Atlético Luanda, tenant du titre, qui remporte à nouveau le championnat cette saison après avoir terminé en tête du classement, avec trois points d'avance sur l'EC Primeiro de Maio et sept sur le Primeiro de Agosto. C'est le septième titre de champion d'Angola de l'histoire du club en neuf saisons.
Le vainqueur du championnat se qualifie pour la Coupe des clubs champions africains 1991. Quant au vainqueur de la Taça Angola, il se qualifie pour la Coupe des Coupes 1991.

## Clubs participants
- Primeiro de Agosto
- Desportivo Eka
- Inter Luanda
- Petro Atlético Luanda
- Benfica Huambo
- Desportivo Cuca
- Sagrada Esperança
- FC Cabinda
- Desportivo TAAG Luanda
- Ferroviario Huila
- Desportivo Sassamba
- EC Primeiro de Maio
- Sporting Benguela
- Petro Atlético Huambo

## Compétition
Le classement final est incomplet, seul le total de points est connu.

### Classement
| Rang | Équipe                 | Pts | J  | G | N | P | Bp | Bc | Diff |
| ---- | ---------------------- | --- | -- | - | - | - | -- | -- | ---- |
| 1    | Petro Atlético LuandaT | 42  | 26 |   |   |   |    |    |      |
| 2    | EC Primeiro de Maio    | 39  | 26 |   |   |   |    |    |      |
| 3    | Primeiro de AgostoC    | 35  | 26 |   |   |   |    |    |      |
| 4    | Ferroviario Huila      | 28  | 26 |   |   |   |    |    |      |
| 5    | Desportivo Eka         | 26  | 26 |   |   |   |    |    |      |
| 6    | Desportivo Cuca        | 22  | 26 |   |   |   |    |    |      |
| 7    | Inter Luanda           | 22  | 26 |   |   |   |    |    |      |
| 8    | Benfica Huambo         | 21  | 26 |   |   |   |    |    |      |
| 9    | FC Cabinda             | 21  | 26 |   |   |   |    |    |      |
| 10   | Sagrada Esperança      | 21  | 26 |   |   |   |    |    |      |
| 11   | Sporting Benguela      | 21  | 26 |   |   |   |    |    |      |
| 12   | Desportivo TAAG Luanda | 19  | 26 |   |   |   |    |    |      |
| 13   | Petro Atlético Huambo  | 18  | 26 |   |   |   |    |    |      |
| 14   | Desportivo Sassamba    | 11  | 26 |   |   |   |    |    |      |

|  | Qualification pour la Coupe des clubs champions africains 1991 |
|  | Qualification pour la Coupe des Coupes 1991                    |
|  | Relégation directe en Gira Angola                              |
|  | T: Tenant du titre C: Vainqueur de la Taça Angola              |

## Bilan de la saison
| Championnat d'Angola de football 1990    |                                  |
| Champion                                 | Petro Atlético Luanda (7e titre) |
| Coupes et trophées                       |                                  |
| Vainqueur de la Coupe d'Angola 1990      | Primeiro de Agosto               |
| Qualifications continentales             |                                  |
| Coupe des clubs champions africains 1991 | Petro Atlético Luanda            |
| Coupe des Coupes 1991                    | Primeiro de Agosto               |
| Promotions et relégations                |                                  |
| Promus en Girabola                       | Nacional de Benguela             |
| Promus en Girabola                       | Benfica Cabinda                  |
| Promus en Girabola                       | Desportivo Saurimo               |
| Relégués en Gira Angola                  | Desportivo Sassamba              |